# Àlcetes I de l'Epir
Àlcetes I (en llatí: Alcetas, en grec antic: Ἀλκέτας) va ser rei de l'Epir, fill de Tàripes.
Va pujar al tron, però al cap d'un temps el van enderrocar i va haver de fugir a Siracusa, on el tirà Dionisi el va acollir i el va ajudar a recuperar el tron. Després de recuperar el poder va ser aliat dels atenencs i de Jàson, tagos de Tessàlia. El 373 aC va anar amb Jàson a Atenes en defensa de Timoteu, que gràcies a la seva influència va ser declarat innocent. A la seva mort el regne es va dividir entre els seus dos fills Neoptòlem i Arimbes.